# Eriococcus valenzuelae
Eriococcus valenzuelae är en insektsart som beskrevs av Alfred Serge Balachowsky 1959. Eriococcus valenzuelae ingår i släktet Eriococcus och familjen filtsköldlöss.
Artens utbredningsområde är Colombia. Inga underarter finns listade i Catalogue of Life.